# Eidos Interactive
Eidos Interactive Ltd. – dawna brytyjska firma produkująca i wydająca gry komputerowe. Siedzibę miała w stolicy Wielkiej Brytanii w dzielnicy Wimbledon, wydawała gry z Europy i Ameryki. Została wykupiona przez Square Enix i przemianowana na Square Enix Europe. Dawna marka Eidos funkcjonuje natomiast w nazwie studia Eidos Montréal, która jest własnością Embracer Group.

## Niektóre gry wydane przez Eidos Interactive
- Seria Championship Manager od 5. części
- Seria Commandos
- Seria Deus Ex
- Seria Hitman
- Seria Legacy of Kain bez Blood Omen
- Seria Thief
- Seria Tomb Raider
- 25 to Life
- Anachronox
- Athens 2004
- Beach Life
- Infernal
- Just Cause
- Lego Star Wars: The Video Game
- Omikron: The Nomad Soul
- Project I.G.I.: I'm Going In
- Project Snowblind
- Richard Burns Rally
- Total Overdose: A Gunslinger's Tale in Mexico
- Warzone 2100